# ستايسي ديلارد
ستايسي ديلارد (بالإنجليزية: Stacey Dillard)‏ هو لاعب كرة قدم أمريكية أمريكي، ولد في 17 سبتمبر 1968 في كلاركسفيل في الولايات المتحدة.

## وصلات خارجية
- ستايسي ديلارد على موقع مرجع كرة القدم المحترفة.كوم (الإنجليزية)